# Rhopalomyia tanaceticola
Rhopalomyia tanaceticola är en tvåvingeart som först beskrevs av Karsch 1879.  Rhopalomyia tanaceticola ingår i släktet Rhopalomyia och familjen gallmyggor. Inga underarter finns listade i Catalogue of Life.